# Xã Hickory Ridge, Quận Phillips, Arkansas
Xã Hickory Ridge (tiếng Anh: Hickory Ridge Township) là một xã thuộc quận Phillips, tiểu bang Arkansas, Hoa Kỳ. Năm 2010, dân số của xã này là 1.550 người.